# Talgjefjordtunnel/Finnøytunnel
Der Talgjefjordtunnel/Finnøytunnel ist ein einröhriger Straßentunnel zwischen Hanasand und Ladstein sowie Østabø in der Kommune Stavanger in der Provinz (Fylke) Rogaland. Der Tunnel im Verlauf des Fylkesvei 519 (Finnøytunnel) ist 5685 Meter lang; etwa in Tunnelmitte zweigt der 1467 Meter lange Talgjefjordtunnel zur Insel Talgje ab. Der Abzweig ist einspurig und hat Begegnungsplätze. Der tiefste Punkt liegt etwa 200 Meter unter der Meeresoberfläche.
Bei seiner Eröffnung 2008 war der Talgjefjordtunnel/Finnøytunnel der erste unterseeische Tunnel Norwegens mit einem Abzweig; er blieb der einzige bis zur Inbetriebnahme des Karmøytunnels 2013, ebenfalls in Rogaland.
Mit der Eröffnung der Tunnel wurde die Fährverbindung Hanasand, Ladstein und Talgje stillgelegt.